# Johnny Eduardo Pinnock
Johnny Eduardo Pinnock (Mbanza Kongo, 19 de gener de 1946 - Brussel·les, 23 de febrer de 2000) fou un diplomàtic i polític angolès, ambaixador d'Angola a Bèlgica

## Biografia
Fill de John Eduardo Pinnock i d'Isabel Laidy, princesa del Congo, era descendent d'una línia dels reis del Congo per línia materna. Alhora, el seu pare fou un dels membres fundadors de la União das Populações de Angola (UPA) i més tard del Front Nacional d'Alliberament d'Angola (FNLA)., Fou un fervent nacionalista que consagrà una part de la seva vida a la causa de la independència angolesa. En 1975, després del tractat d'Alvor fou primer ministre del govern de transició, per compte del seu partit el FLNA. Amb el començament de la Guerra Civil angolesa va marxar a l'exili.
Johnny Edurdo Pinnock va retornar a Angola en 1984 després de vuit anys d'exili gràcies a una llei d'amnistia decretada pel president José Eduardo dos Santos en 1983. Entre 1985 i 1989 va ocupar el càrrec de director general de la companyia ESPA (Empresa de Serviços Petroliferos de Angola) actualment Sonangol Pesquisa e Produçao. En 1989 va formar part del Buró Polític del MPLA i en 1990 fou nomenat encarregat de cooperació en el Ministeri de Relacions Exteriors. Va formar part de la delegació del MPLA que va negociar amb UNITA de Jonas Savimbi des de 1989 primer a Gbadolite (Zaire) i més tard a Bicesse (Portugal), on finalment es va arribar a un acord de pau à Estoril (Portugal) el 31 de maig de 1991
A les eleccions generals d'Angola de 1992 fou elegit diputat a l'Assemblea Nacional, però Savimbi no va acceptar els resultats i després de la massacre de Halloween UNITA tornà a agafar les armes. Després fou assessor del president d'Angola. Va morir mentre ocupava el càrrec d'ambaixador a Bèlgica.